# Tomislav Anđelić
Tomislav Anđelić (Sultići kod Konjica, 20. ožujka 1937. – Mostar, 6. ožujka 2018.), bosanskohercegovački arheolog. Jedan je od najistaknutijih istraživača kasnoantičkog i ranokršćanskog razdoblja Hercegovine.

## Životopis
Osnovnoškolsko i srednjoškolsko obrazovanje završio je u Konjicu. Na Filozofskom fakultetu u Sarajevu 1964. je diplomirao povijest s temom  Dijaci u srednjovjekovnoj Bosni. Pod mentorstvom profesora Branimira Gabričevića na Odjelu za arheologiju Sveučilišta u Zadru 1977. je magistrirao s temom Kasnoantička arhitektura u okolici Mostara.
Kratko vrijeme radio je kao gimnazijski profesor u Kaknju, a od 1965. do 1991. godine kao voditelj arheološko-povijesnoga odjela u Muzeju Hercegovine u Mostaru i muzejski savjetnik. Od 1991. do 1997. godine radio je u Muzeju HZ HB u Mostaru, a umirovljen je 2002. godine kao savjetnik za kulturu u Federalnome ministarstvu obrazovanja, znanosti, kulture i sporta.
Bio je urednik godišnjaka za kulturno i povijesno nasljeđe Hercegovina, od početka njegova izlaženja te glavni urednik nove serije od 1996. do 2011. godine.

## Istraživački radovi
Anđelić je sudjelovao u otkriću kasnoantičke bazilike u Cimu, za koju je vjerovao da je sjedište neubicirane župe Sarsenterum, te dvojne kasnoantičke bazilike u Žitomislićima. Istraživao je ostatke kasnoantičke bazilike u Vinjanima kod Posušja te srednjovjekovnih crkava u Trijebnju kod Stoca i Tepčićima kod Čitluka. Zajedno s bratom Pavom Anđelićem istraživao je srednjovjekovne gradove Bobovac, Kraljevu Sutjesku, Stjepangrad kod Blagaja, grad Bokševac s palačom kod Konjica, a samostalno grad na vrelu Lištice kod Širokoga Brijega, u kojem je pretpostavljao ranosrednjovjekovni Porfirogenetov Kruševac. Bavio se istraživanjem prapovijesnih grobnih gomila na mostarskom području (Gubavica - Buna i Gorica - Malo polje).

## Djela
- Starokršćanska cimska bazilika u Mostaru, Ured gradonačelnika, Mostar, Mostar, 1997.
- Srednjovjekovne humske župe, Ziral, Mostar, 1999. (u suatorstvu s Pavlom Anđelićem i Marijanom Sivrićem)
- Ranokršćanska dvojna bazilika - basilica geminata u Žitomislićima kod Mostara, Općina Mostar - jug, Mostar, 1999.

Objavio je i niz znanstvenih i stručnih radova u periodici poput: Glasnik Zemaljskog muzeja u Sarajevu, Hercegovina, Tribunia, Arheološki pregled i drugim.